# Кадыров, Альберт Алтымышевич
Альберт Алтымышевич Кадыров (род. 30 января 1971 года) — киргизский политик и частный предприниматель, губернатор Джалал-Абадской области в 2009—2010 годах. В 2007 году избран депутатом в Жогорку Кенеш IV  созыва от фракции Ак Жол.Директор фонда развитии экологии Ошской и Баткенской областей 2008—2009 года. 2010 году занимал пост заместителя министра МЧС.Имеет два высших образования. В 2010 году занимал 47 место в списке «100 самых богатых людей Кыргызской Республики» по версии журнала Azattyk.